# ویما تاکتو
ویما تاکتو یا ویما تاکتُ (زبان باختری: Οοημο Τακτοο, Oēmo Taktoo؛ زبان خروشتی: 𐨬𐨅𐨨 𐨟𐨑𐨆 ویما تاخو) فرزند کوجولا کادفیسس و دومین شاهنشاه کوشانی بود که از سال ۸۰ تا ۱۱۳ میلادی سلطنت کرد.
ویما تاکتو مدتها به عنوان "شاه بی نام" شناخته می‌شد، زیرا سکه‌های او فقط با افسانه شاهنشاه شاهنشاهان، نجات بخش بزرگ را داشت تا اینکه سنگ‌نوشته رباطک کشف شد و این معما حل شد. او پسر کوجولا کادفیسس، مشهور به کادفیسس اول، پدر ویما کادفیسس مشهور به کادفیسس دوم، و پدر بزرگ کانیشکای اول مشهور به کانیشکای بزرگ است. امپراتوری ویما تاکتو شامل تمام پاکستان، شمال غربی هند، باختر (بلخ) و چین می‌شد. در دوران سلطنت او سفارتخانه‌های کوشانی نیز به دربار دودمان هان گشوده شد.

از ویما تاکتو در کتاب  تاریخ هان متاخر آمده است:
 قیوجیوجه (丘就卻) [کوجولا کادفیسس] بیش از هشتاد سال داشت که درگذشت. پسرش یانگائوژن (閻高珍) [ویما تاکتو] به جای او پادشاه شد. او تیانژو [شمال غربی هند] را شکست داد و ژنرال هایی را برای نظارت و رهبری آن برگزید. سپس یوئه‌چی به شدت ثروتمند شد. همه پادشاهان گویشوانگ [کوشان] را پادشاه اعظم می‌خوانند، اما هان‌ها آنها را با نام اصلی شان Da Yuezhi [یوئه‌چی بزرگ] می‌خوانند.— 
برعلاوه سنگ‌نوشته رباطک که ویما امتو را پسر کوجولا کادفیسس، پدر ویما کادفیسس و پدربزرگ کانیشکا می‌خواند، کتیبه‌ی دیگری که از مزار ویما تاکتو به‌دست آمده‌است نیز او را پدر بزرگ هویشکا می‌خواند.

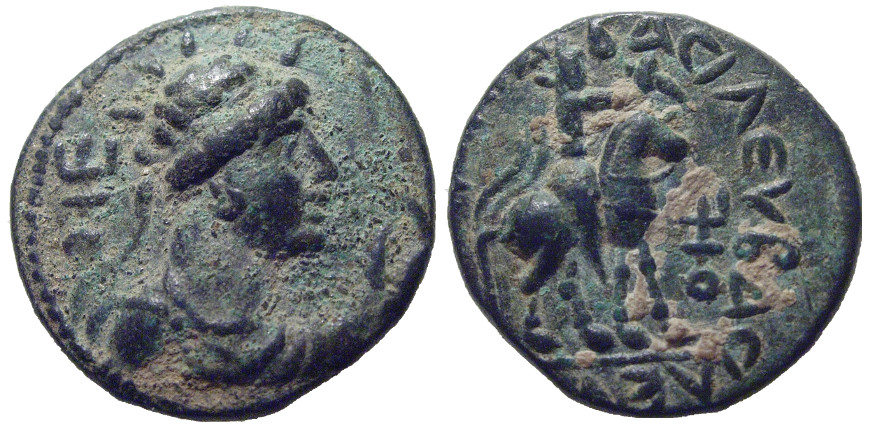
یک سکه برنزی ویما تکتو (سوتر مگاس [نجات بخش بزرگ]) متعلق به حدود سالهای ۸۰ تا ۱۱۰ میلادی، شمال پاکستان

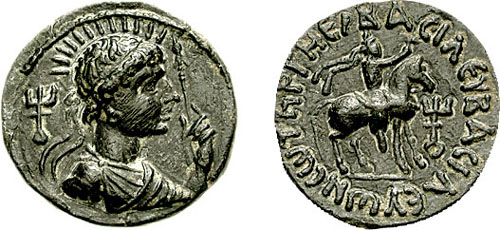
سکه برنزی دیگر از ویما تاکتو